# Juan Manuel Medina
Juan Manuel Medina (* 16. November 1948 in Mexiko-Stadt; † 29. März 1973) war ein mexikanischer Fußballspieler, der vorwiegend im Mittelfeld agierte.

## Laufbahn
Medina begann seine Profikarriere beim CF Pachuca, für den er erstmals 1969 in einem Spiel der mexikanischen Fußballmeisterschaft zum Einsatz kam. Bereits zwei Jahre später, bei seinem Debüt am 17. Februar 1971 in einem Testspiel gegen die Auswahlmannschaft der Sowjetunion, war Medina der erste Spieler in der Vereinsgeschichte der Tuzos, der einen Einsatz für die mexikanische Nationalmannschaft absolvierte. Bei der am Ende desselben Jahres ausgetragenen Endrunde um den CONCACAF-Nations-Cup 1971 wirkte Medina in allen Spielen der mexikanischen Mannschaft mit, die das Turnier ungeschlagen gewann. Seinen letzten Länderspieleinsatz bestritt Medina in einem am 12. Oktober 1972 ausgetragenen Testspiel gegen Costa Rica, das 3:1 gewonnen wurde.
Vor der Saison 1972/73 wechselte Medina zum Hauptstadtverein Cruz Azul und gehörte somit zum Kader der Meistermannschaft, die am Saisonende ihren bereits im Vorjahr gewonnenen Meistertitel erfolgreich verteidigen konnte. Medina selbst erlebte diesen Triumph nicht mehr, weil er am 29. März 1973 auf der Bundesstraße zwischen Mexiko-Stadt und Pachuca in einen tödlichen Autounfall verwickelt wurde.